# Johann Auer (Theologe)
Johann Baptist Auer (* 15. Mai 1910 in Steinweg bei Regensburg; † 17. März 1989 in Regensburg) war ein deutscher römisch-katholischer Theologe und Lehrstuhlinhaber sowie Professor für Dogmatik und Dogmengeschichte an den Universitäten Bonn und Regensburg.

## Leben
Johann Auer war der Sohn von Barbara Auer, geborene Leutner, und ihres Mannes, des Brauereibesitzers Wilhelm Auer (1872–1945). Nach dem Studium der Philosophie und Theologie wurde Johann Auer 1936 zunächst an der Ludwig-Maximilians-Universität München zum Dr. phil. promoviert. Im selben Jahr wurde er in Regensburg zum Priester geweiht. Nach einer kurzen Tätigkeit als Kaplan in der Seelsorge setzte er seine wissenschaftliche Ausbildung fort und wurde 1940 an der Westfälischen Wilhelms-Universität Münster zum Dr. theol. promoviert. 1947 folgte die Habilitation an der Münchner Universität und die Ernennung zum Privatdozenten für die Fächer Dogmatik und Fundamentaltheologie.
Im Jahr 1948 wurde er außerordentlicher Professor an der Philosophisch-Theologischen Hochschule Freising und 1950 ordentlicher Professor an der Katholisch-Theologischen Fakultät der Rheinischen Friedrich-Wilhelms-Universität in Bonn. Zu seinen Schülern in Bonn zählte Lucio Gera, der Lehrer von Jorge Bergoglio.
1968 folgte Auer einem Ruf an die Katholisch-Theologische Fakultät der neu gegründeten Universität Regensburg, an der er bis zu seiner Emeritierung 1978 als ordentlicher Professor für Dogmatik und Dogmengeschichte lehrte. In zwei theologischen Gutachten übte er scharfe Kritik an den Glaubenslehren des Engelwerkes, die er auf eine paranoide Schizophrenie zurückführte.
Johann Auer lebte zuletzt im oberpfälzischen Sinzing bei Regensburg.

## Nachlass
Der umfangreiche schriftlicher Nachlass von Johann Auer befindet sich im Bischöflichen Zentralarchiv Regensburg.

## Ehrungen
- 1983: Verdienstkreuz am Bande der Bundesrepublik Deutschland

## Schriften (Auswahl)
- Die menschliche Willensfreiheit im Lehrsystem des Thomas von Aquin und Johannes Duns Scotus. München 1938 (philosophische Dissertation).
- Die Entwicklung der Gnadenlehre in der Hochscholastik, Bd. 1: Das Wesen der Gnade, Freiburg 1942 (theologische Dissertation).
- Die Entwicklung der Gnadenlehre in der Hochscholastik, Bd. 2: Das Wirken der Gnade, Freiburg 1951 (Habilitationsschrift).
- als Hrsg.: Theologie in Geschichte und Gegenwart. Festschrift Schmaus. 1957.
- als Hrsg.: Gottesherrschaft – Weltherrschaft. Festschrift R. Graber. 1980.
- Das Evangelium der Gnade. Die neue Heilsordnung durch die Gnade Christi in seiner Kirche (= Kleine Katholische Dogmatik. Bd. 5). Regensburg 1970; 3., durchgesehene und ergänzte Auflage 1980.
- Allgemeine Sakramentenlehre und das Mysterium der Eucharistie (= Kleine Katholische Dogmatik. Bd. 6). Regensburg 1971; 3., durchgesehene und ergänzte Auflage 1980.
- Die Sakramente der Kirche (= Kleine Katholische Dogmatik. Bd. 7). Regensburg 1972; 2., durchgesehene und ergänzte Auflage 1979.
- Gott, der Eine und Dreieine (= Kleine Katholische Dogmatik. Bd. 2)- Regensburg 1972; 2. Auflage. Regensburg 1978.
- Die Welt – Gottes Schöpfung (= Kleine Katholische Dogmatik. Bd. 3). Regensburg 1975; 2., durchgesehene und ergänzte Auflage. Regensburg 1983.
- Person. Ein Schlüssel zum christlichen Mysterium. Regensburg 1979.
- Fasching und Fastenzeit, zwei Wege zur Feier des Ostergeheimnisses? Gegen ein dualistisches Denken im christlichen Weltverständnis und Weltverhältnis. In: Gottesherrschaft, Weltherrschaft. Pustet, Regensburg 1980, S. 67–82.
- Die Kirche – das allgemeine Heilssakrament (= Kleine Katholische Dogmatik. Bd. 8). Regensburg 1983.
- „Siehe, ich mache alles neu.“ Der Glaube an die Vollendung der Welt. Verlag Friedrich Pustet, Regensburg 1984, ISBN 3-7917-0877-5.
- Jesus Christus – Gottes und Mariä „Sohn“ (Kleine Katholische Dogmatik, Bd. 4,1), Regensburg 1986.
- Jesus Christus – Heiland der Welt. Maria – Christi Mutter im Heilsplan Gottes (Kleine Katholische Dogmatik, Bd. 4,2), Regensburg 1988.

Bibliographie, zusammengestellt von Heribert Roßmann: Das Schrifttum von Prof. DDr. Johann Auer. In: ders., Joseph Ratzinger (Hrsg.): Mysterium der Gnade. Festschrift für Johann Auer. Pustet, Regensburg 1975, S. 442–450.